# Solo tuya
Solo tuya es el primer álbum de estudio de la cantante y actriz mexicana Aracely Arámbula. Este fue lanzado por el sello Disa Records en 14 de mayo de 2002 como un disco compacto y un casete. Solo tuya alcanzó número 35 en la lista de Billboard de los álbumes de música latina y número 19 en México. Los dos sencillos — «Te quiero más que ayer», el dúo con Palomo, y «Ojalá» — fueron lanzados en 2002. «Te quiero más que ayer» logró número nueve en México y número 27 en la lista Billboard Hot Latin Tracks.

## Lista de canciones

### Edición regular
| N.º | Título                   | Duración |  |
| 1.  | «Te quiero más que ayer» | 3:43     |  |
| 2.  | «Anoche»                 | 3:21     |  |
| 3.  | «Quisiera saber»         | 3:21     |  |
| 4.  | «Me duele tu nombre»     | 3:41     |  |
| 5.  | «La princesa»            | 4:04     |  |
| 6.  | «Bailo sola»             | 3:16     |  |
| 7.  | «Maldito mentiroso»      | 2:57     |  |
| 8.  | «Palabras»               | 3:32     |  |
| 9.  | «Tengo miedo»            | 3:06     |  |
| 10. | «Solo tuya»              | 3:11     |  |
| 11. | «Ojalá»                  | 2:58     |  |

### Edición deluxe
| N.º | Título                     | Duración |  |
| 1.  | «Te quiero más que ayer»   | 3:43     |  |
| 2.  | «Anoche»                   | 3:21     |  |
| 3.  | «Quisiera saber»           | 3:21     |  |
| 4.  | «Me duele tu nombre»       | 3:41     |  |
| 5.  | «La princesa»              | 4:04     |  |
| 6.  | «Aunque no tengas corazón» | 4:39     |  |
| 7.  | «Bailo sola»               | 3:16     |  |
| 8.  | «Maldito mentiroso»        | 2:57     |  |
| 9.  | «Palabras»                 | 3:32     |  |
| 10. | «Tengo miedo»              | 3:06     |  |
| 11. | «Solo tuya»                | 3:11     |  |
| 12. | «Ojalá»                    | 2:58     |  |
| 13. | «Echále valor»             | 3:55     |  |

## Rankings
| País           | Medio u organización publicadora | Ranking         | Posición |
| -------------- | -------------------------------- | --------------- | -------- |
| Estados Unidos | Billboard                        | Latin Albums    | 35       |
| México         | AMPROFON                         | Top 100 álbumes | 19       |

## Premios y nominaciones
Álbum Solo tuya fue nominado por tres premios en los Premios Billboard — mejor disco de la música latina, álbum mexicano del año – femenino y álbum mexicano del año – nueva artista. «Te quiero más que ayer» también ganó dos nominaciones.

## Créditos
- Aracely Arámbula — Voz
- Palomo — Voz
- Armando Murillo — Bajo sexto, teclados
- José Esquivel — Trompeta
- Carlos Alvarado — Percusión, arreglista[4]